# ヴォルフガング・ブランケンブルク
ヴォルフガング・ブランケンブルク（Wolfgang Blankenburg、1928年 - 2002年）は、ドイツの精神病理学者。
ルートヴィヒ・ビンスワンガーを継承し、ハイデッガーやフッサールの議論を援用しながらも、「先人たちからの借りものではない彼自身の哲学的な思索を求め」た彼は、「自明性の喪失」こそが統合失調症（特に破瓜型、単純型）の本質であるとの視点を得、深化させていった。統合失調症をコモン・センスに関わる病であるとする視座は、後に中村雄二郎の共通感覚論に多大な影響を与えることとなる。
木村敏は、ブランケンブルクの「終生の友人でありライバルでもあった」。

## 経歴
- 1928年 ブレーメンに生まれる
- マルティン・ハイデッガーに師事するが医学に転進
- 2002年 ハイデルベルクに向かう電車内で逝去

## 主な著書
- 「自明性の喪失 分裂病の現象学」（1971年）
- 『目立たぬものの精神病理』（邦訳2012年）